# Javier Sotomayor
Javier Sotomayor Sanabria (ur. 13 października 1967 w Limonar na Kubie) – kubański lekkoatleta specjalizujący się w skoku wzwyż, aktualny rekordzista świata w tej konkurencji, z wynikiem 2,45 m. Wujek Lorenzo Sotomayora, boksera i wicemistrza olimpijskiego.

## Kariera sportowa
W 1984 ustanowił w Hawanie rekord świata juniorów wynikiem 2,33 m. Nie mógł wziąć udziału w igrzyskach olimpijskich w 1984 w Los Angeles ze względu na bojkot tych zawodów przez Kubę; na zawodach Przyjaźń-84 w Moskwie zajął 2. miejsce. W 1985 zdobył srebrny medal na pierwszych halowych mistrzostwach świata w Paryżu.
Zwyciężył na mistrzostwach świata juniorów w 1986 w Atenach. Zdobył złoty medal na igrzyskach panamerykańskich w 1987 w Indianapolis. Na mistrzostwach świata w Rzymie w tym roku zajął 9. miejsce. W 1988 ustanowił po raz pierwszy rekord świata wynikiem 2,43 w Salamance. Znowu nie wziął udziału w igrzyskach olimpijskich w 1988 w Seulu z uwagi na bojkot igrzysk przez Kubę. Zdobył złoty medal na halowych mistrzostwach świata w 1989 w Budapeszcie (ustanowił wówczas aktualny do tej pory halowy rekord świata – 2,43 m) i na uniwersjadzie w 1989 w Duisburgu. 29 lipca 1989 poprawił swój rekord świata na otwartym stadionie do 2,44 m (w San Juan w Portoryko). Został brązowym medalistą halowych mistrzostw świata w 1991 w Sewilli oraz wicemistrzem podczas mistrzostw świata w 1991 w Tokio. Obronił tytuł na igrzyskach panamerykańskich w 1991 w Hawanie.
Na swych pierwszych igrzyskach olimpijskich w 1992 w Barcelonie zdobył złoty medal. Zwyciężył również na halowych mistrzostwach świata w 1993 w Toronto oraz na mistrzostwach świata w 1993 w Stuttgarcie. 27 lipca 1993 w Salamance ustanowił kolejny (aktualny do dziś) rekord świata wynikiem 2,45 m.
W 1995 Sotomayor zwyciężył na halowych mistrzostwach świata w Barcelonie oraz igrzyskach panamerykańskich w Mar del Plata, a na mistrzostwach świata w Göteborgu zajął 2. miejsce. Igrzyska olimpijskie w 1996 w Atlancie były dla niego nieudane – zajął w finale 11. miejsce.
Został złotym medalistą mistrzostw świata w 1997 w Atenach oraz halowych mistrzostw świata w 1999 w Maebashi. W 1999 podczas igrzysk panamerykańskich w Winnipeg został przyłapany na zażywaniu kokainy i zdyskwalifikowany na 2 lata. Dyskwalifikację później skrócono i mógł wystartować w igrzyskach olimpijskich w 2000 w Sydney, gdzie zdobył srebrny medal. Na mistrzostwach świata w 2001 w Edmonton zajął początkowo 4. miejsce, ale później mu je odebrano, kiedy ponownie wykryto u niego doping. Środkiem, który znaleziono w jego organizmie, był steryd anaboliczny: nandrolon. Po dyskwalifikacji zakończył karierę.